# LOST MAN
『LOST MAN』（ロスト マン）は、草場道輝によるサッカー漫画。

## 概要
『週刊ヤングサンデー』（小学館）で2008年21・22号から休刊号にあたる35号まで連載、その後掲載誌を『ビッグコミックスピリッツ』（同）に移し、同誌42号から連載再開した。元は短期集中連載であり、『週刊ヤングサンデー』2007年49号より2008年1号まで全5話が連載され、その後本格連載となり、2012年17号まで連載された。単行本は全17集。ほぼ短期集中連載時の設定を受け継いでおり、中心となる登場人物やその設定に大きな違いはない。

## あらすじ
記憶喪失の日本人と思しきプロサッカー選手・マツモトと、マツモトの能力を活かしてサッカービジネスのマネジメントをする代理人・サカザキが、行く先々のサッカークラブにビジネスを持ちかけ、マツモトの能力でクラブに貢献するというのが大まかなストーリー。
単なるサッカープレーだけでなく、その裏には大手企業による弱小クラブ潰し、伯爵家の跡継ぎを巡る殺人事件などの背景があり、物語に深みを与えている。

## 登場人物
マツモト（松本）
主人公。記憶喪失の東洋人と思しき男。自らに関する記憶は後述の理由により一切失われているが自分のルーツは日本人ではないかと推測している。記憶喪失により自らの名前も思い出せないため、「マツモト」という名前さえも偽名であり、本当の名前ではない。関西弁を話す。たこ焼きが好物。箸が使えない。とぼけた性格だが、サッカーの腕前は確かで、サカザキからの様々な要求に応え、あらゆるポジションにつける実力を持つ。所属クラブはブラショフ・パレスFC→ファゼンダFC→ローカスツFC→マンチェスター・ユニオン（マンU）。
イングランドの資産家・トラウズマ伯爵の先代の孫（ディヴィッドの弟の実子）であるとされる。目の前で起きたディヴィッドの弟の殺人事件の衝撃で過去の記憶を一切失くし、当時トラウズマ家のエージェントだったサカザキに保護された過去を持つ。記憶を失った後は、当代のトラウズマ伯爵であるディヴィッドに何かがあればマツモトが代わりにトラウズマ家の跡継ぎになりかねないことと、「マツモトの父親を殺した」というスキャンダルで失脚するのを防ぐために、ディヴィッドから命を狙われることになる。ただし、マツモト自身はそれを疑っており、後述するように後に誤りだった（たまたま現場に居合わせた第三者に過ぎなかった）ことが判明する。
記憶を失ったマツモトを保護し、彼が本来持っていたサッカーの才能を見い出し、これを利用してディヴィッドに一矢報いようと考えたサカザキとの“契約”により、以後はサッカーの勝利請負人として生きていくことになった。「マツモト」という名もサカザキが便宜上与えたものであり、本来の名ではない。
サカザキ（坂崎）
日本人の男性。サングラスをかけた、長髪でクールな男。マツモトの能力を利用して、マツモトと共に旅を続けながら行く先々のサッカークラブにビジネスを売り込んでいる。サッカーの能力はない。紅茶が好き。恐ろしく頭が切れ、謀略に長けている。
実はトラウズマ家において、ディヴィッドの弟側に雇われていたエージェントであった。ディヴィッドの陰謀により一切の記憶を失い、さらにはディヴィッドにとって邪魔者となったために命を狙われることとなったマツモトを保護していた。マツモトの存在を利用すればディヴィッドを失脚できること、彼の身の安全を保障することへの目的として、マツモトのサッカーの才能に目をつけ、“契約”を交わし、彼をサッカーの勝利請負人に仕立て上げる。
後にマツモトの元を離れシンプソンの代理人となる。ただしマツモトとの縁が切れたわけではないらしい。
桂木詩乃（かつらぎ しの）
ルーマニアに留学していた時に、サカザキにバイトで雇われていた日本人女性。マツモトとサカザキを追いかけブラジルまで行き、再びバイトとして一緒にイングランドに渡る。女性としての危機感がほとんどなく、酒に酔うと男の前でもだらしない格好で寝てしまう。マツモトとサカザキの事情を知ってもなお、彼ら2人を仲間だと思っている。
後にサカザキがマツモトの元を離れたため、代わってマツモトの公式な代理人を務めた。
イリアーヌ
ティアーゴの妹で小学校の教師。カルロスの元恋人。マツモトに惹かれていた。
ティアーゴ
ファゼンダFCの主将で元ブラジルユース代表候補のDF。元々ブラジル代表監督も認める逸材ながらもチームの不振、プレッシャーにより実力を発揮できないでいたがマツモトの移籍により覚醒する。その後、リーグ優勝を果たす。
カルロス
ローカツスのオーナーであり、経済発展を続けるブラジルの若手企業家。「人は金で動く」と言う考えを持っており、そのためには自身の故郷のファゼンダFCのスタジアムを潰して、バイパスをつなげることすら厭わない。ティアーゴとは幼馴染であり、イリアーヌとは恋仲であった。しかし、マツモトを獲得後、サカザキの謀略により失脚。結果として自身の会社は倒産し、故郷に一人戻ってくる。
マリオ・ミッコリ
アンゴラ出身のストライカー。100mを9秒台で走る足でDFの裏のスペースに抜ける能力を買われてマンUと契約を交わす。丸いアフロが特徴的なため名前と合わせてマツモトからはマリモッコリと呼ばれる。背番号35。
アルバート・シンプソン
マンU不動の天才司令塔として登場。肩まで伸びる金髪を持つ寡黙で冷静な男。過去の事故から接触プレーを極端に嫌い、どんな状況でも技術によって接触を避けてパスを出そうとし、そのことによって観客から喝采も野次も受けている。ボールがこぼれた場所に居合わせることが多く、ボールを引き寄せる様は神に与えられたギフテッドとファンから賞される。背番号6。
神父でもあり姉と共に教会で子供達の面倒を見ている。
後にサカザキを代理人として、マンUのライバルクラブであるマンチェスター・タウン（マンT）に電撃移籍。マンTではプレースタイルが一変し、接触プレーを厭わず自らシュートを狙いに行く攻撃的なスタイルとなった。
本名はアルバート・トラウズマであり、トラウズマ伯の弟の実子。本来ならシンプソンがサカザキと二人で世界を放浪する予定だったことを、マンチェスター・ダービーの中チームメイトに告白した。ただディヴィッドがマツモトを弟の実子と誤認したことから、それを利用しつつ苗字を変えイングランドにて生活していた。
最終的にはトラウズマ伯爵家を継ぐものの、実業家としての業務は全てサカザキに委託し、サッカー選手を続けている。
余談ではあるが、作者の後の連載作品である「ファンタジスタ　ステラ」に作中のイングランド代表として登場している
ギボン
マンUのFWでありチームのキャプテン。明るく兄貴肌の性格でチームメイトを纏める。モデルはライアン・ギグス。
サー・アリステア・チャーチル
マンUの監督。分析力、判断力、決断力に優れた世界有数の名将。モデルはサー・アレックス・ファーガソン。
ディヴィッド・トラウズマ
当代のトラウズマ伯爵家当主で実業家。先代の伯爵である父親から省みられることがなかったことから、将来を有望視されていた自分の弟に対して刺客を送り、その殺人の模様を目の前で目撃したマツモトとシンプソンの二人を後々まで騒動に巻き込むことになる。
イングランドサッカー協会（FA）並びにプレミアリーグを牛耳ることを狙っており、マツモトに刺客を送る一方でFA関係者に様々な工作を行っていたが、最終的に一連の騒動の主犯であることがばれ、その地位を失った。